# Ptychochrominae
Ptychochrominae  — це підродина риб з родини цихлових.
Включає такі роди:
- Katria
- Oxylapia
- Paratilapia
- Ptychochromis
- Ptychochromoides